# Ortone
Ortone (Horton) è un personaggio immaginario dei libri per bambini Horton Hatches the Egg e Horton Hears a Who, entrambi del Dr. Seuss.

## Personaggio
Ortone è un elefante gentile e sensibile che affronta numerose peripezie (mantenere un uovo al caldo durante un temporale, salvare un pianeta ecc.) vincendole tutte.

## Altri media
Ortone appare nelle seguenti opere:
- Nella serie televisiva Merrie Melodies della Warner Bros., in cui è doppiato da Kent Rogers
- Nella serie televisiva The Wubbulous World of Dr. Seuss, in cui è doppiato da John Kennedy
- Nel lungometraggio in BSS Ortone e il mondo dei Chi, in cui è doppiato da Jim Carrey nella versione originale e da Christian De Sica in quella italiana.